# Требишов
 Тази статия е за града в Словакия.  За окръга вижте Требишов (окръг).  
Требишов (на словашки: Trebišov) е град в източна Словакия, административен център на окръг Требишов в Кошицкия край. Населението му е 24 587 души (по приблизителна оценка от декември 2017 г.).

## География
Требишов е разположен на 109 m надморска височина в северния край на Среднодунавската низина, на 35 km югоизточно от Кошице и на 15 km от границата с Унгария.

## История
Най-ранните археологически свидетелства за обитаване на района са от неолита. Известни са погребения от Отоманската култура от ранната бронзова епоха и останки от сгради от Халщатската култура в късната бронзова епоха.
Требишов възниква в началото на XIII век около замъка на семейство Теребеши от унгарския род Каплон. Споменава се за пръв път през 1219 година като Terebus, а след това през 1254 година като Terebes. През 1330 година дотогавашното село получава градски статут.
През 1254 година за пръв път се споменава и замъкът Парич, разположен в края на селището. През 1317 година замъкът е превзет от крал Карой Роберт и до 1342 година е владение на жупана на Спиш, след което е върнат на короната до 1387 година. През 1483 година крал Матяш Корвин превзема замъка и сменя управителя му, а през 1536 и 1541 година укрепленията са подсилени. През 1619 година замъкът е превзет от Габриел Бетлен.